# Handball-Regionalliga Süd 1978/79
Die Saison 1978/79 der Handball-Regionalliga Süd war die zehnte Spielzeit, welche der Süddeutschen Handballverband (SHV) organisierte und als zweithöchste Spielklasse im deutschen Ligensystem geführt wurde.

## Süddeutsche Meisterschaft
Meister wurde das Team des TSV Birkenau, der damit auch für den Aufstieg in die Handball-Bundesliga qualifiziert war. Vizemeister wurde der TSV Günzburg, der um 24 Tore die bessere Differenz gegenüber dem Tuspo Nürnberg hatte. Die Absteiger waren der TV Weilstetten und die TG 1848 Würzburg.

### Teilnehmer
An der Regionalliga Süd nahmen 12 Mannschaften teil. Neu waren die Aufsteiger TV Weilstetten, die TG 1848 Würzburg dazu der Absteiger aus der Bundesliga TV 1893 Neuhausen. Nicht mehr dabei waren der TSV 1896 Rintheim, Aufsteiger in die Bundesliga sowie die Absteiger TB 1879 Pforzheim, TSB Horkheim und TV Meißenheim.

### Modus
Es wurde eine Hin- und Rückrunde gespielt. Der Erstplatzierte war Süddeutscher Meister und Aufsteiger in die Handball-Bundesliga 1979/80, die zwei Letztplatzierten waren Absteiger in ihre Landesverbände.

### Abschlusstabelle Meisterschaft
Saison 1978/79 
|     | Mannschaft            | Spiele | Punkte |
| --- | --------------------- | ------ | ------ |
| 1.  | TSV Birkenau (A)      | 22     | 36:8   |
| 2.  | VfL Günzburg          | 22 *   | 30:14  |
| 3.  | TuSpo Nürnberg        | 22     | 30:14  |
| 4.  | SG Leutershausen      | 22     | 29:15  |
| 5.  | TV 1893 Neuhausen (A) | 22     | 26:18  |
| 6.  | TG 1848 Donzdorf      | 22 *   | 22:22  |
| 7.  | TSB Horkheim          | 22     | 22:22  |
| 8.  | TSV 1895 Oftersheim   | 22     | 20:24  |
| 9.  | TSG Oßweil            | 22     | 19:25  |
| 10. | TuS Schutterwald      | 22     | 17:27  |
| 11. | TV Weilstetten (N)    | 22     | 12:32  |
| 12. | TG 1848 Würzburg (N)  | 22     | 1:43   |

(A) = Absteiger aus der 2. Bundesliga (N) = neu in der Liga (*) = hatte das bessere Torverhältnis

 Süddeutscher Meister und Aufsteiger in die Handball-Bundesliga 1979/80
  „Für die Regionalliga Süd 1979/80 qualifiziert“
   Absteiger in die Bayernliga 1979/80
  „Absteiger“ in die Oberliga